# Windermere
Windermere je ledovcové jezero ležící v národním parku Lake District na severu Anglie v oblasti South Lakeland v hrabství Cumbria, zhruba 1 km západně od stejnojmenného města.
Jezero Windermere je největším přírodním jezerem Anglie o rozloze 14,73 km². Má výrazně protáhlý tvar, na délku měří 18 km a na šířku maximálně 1,5 km a je obklopeno kopci. Maximální hloubka dosahuje 66 metrů. Na jezeře se nachází osmnáct ostrovů, z nichž největší je Belle Isle, který je soukromým majetkem. Řeka Leven spojuje jezero s mořským zálivem Morecambe Bay.
Okolí jezera je populární rekreační oblastí, na pobřeží leží městečko Bowness-on-Windermere s množstvím hotelů a luxusních letních chat. Na severním konci jezera se nacházejí pozůstatky římské pevnosti Ambleside.
Od poloviny 19. století je na jezeře provozována parníková doprava, její historii dokumentuje místní muzeum. Populární zábavou je veslování a jachting, na Windermere umístil Arthur Ransome děj své dobrodružné knihy Boj o ostrov.
V jezeře žijí pstruzi a siveni. Podle místní legendy jezero obývá obří živočich podobný Lochnesské nestvůře, zvaný Bownessie.